# Rijksbeschermd gezicht Westeinde
Gezicht Westeinde is een van rijkswege beschermd dorpsgezicht in de buurtschap Westeinde bij Dwingeloo in de gemeente Westerveld in de Nederlandse provincie Drenthe. De procedure voor aanwijzing werd gestart op 27 november 1987. Het gebied werd op 11 december 1990 definitief aangewezen. Het beschermd gezicht beslaat een oppervlakte van 39,6 hectare.
Panden die binnen een beschermd gezicht vallen krijgen niet automatisch de status van beschermd monument. Wel zal de gemeente het bestemmingsplan aanpassen om nieuwe ontwikkelingen in het gebied te reguleren. De gezichtsbescherming richt zich op de stedenbouwkundige en cultuurhistorische waardering van een gebied en wil het toekomstig functioneren daarvan veiligstellen.